# Cocteau Twins
Cocteau Twins var en skotsk alternativ pop/rockgrupp bildad 1979 av Robin Guthrie (elgitarr, bandspelare), Will Heggie (basgitarr) och Elizabeth Fraser (sång).  
Cocteau Twins spelade inledningsvis postpunk och förknippades med grupper som The Birthday Party och Siouxsie and the Banshees, men utvecklade snart ett eget, mer drömskt sound som influerade många band under 1980- och 1990-talen. En central komponent var Frasers särpräglade sång, som på flera skivor bestod av påhittade nonsensord. Basisten Will Heggie lämnade gruppen efter ett par år och ersattes 1983 av Simon Raymonde (basgitarr, bandspelare). Gruppen upplöstes 1997.

## Historia
Cocteau Twins bildades i Grangemouth i Skottland av Robin Guthrie och Will Heggie. På ett diskotek i staden träffade de Elizabeth Fraser som blev gruppens sångerska. Gruppnamnet togs från en tidig låt av Simple Minds. Gruppens förebilder var punkband som The Birthday Party, Sex Pistols och Siouxsie and the Banshees men de utvecklade snart en egen stil med Heggies mörka, rytmiska basspel, Guthries minimalistiska gitarreffekter och Frasers säregna sång och texter. En kassett skickades till skivbolaget 4AD vilket ledde till ett skivkontrakt. I juni 1982 debuterade Cocteau Twins med LP:n Garlands som blev ett av 1982 års mest framgångsrika independentalbum. Gruppen blev mycket uppmärksammade av den brittiska musikpressen och fick också hängivet stöd av den inflytelserike BBC Radio 1-DJ:n John Peel.
Albumet följdes av två EP, Lullabies (1982) och Peppermint Pig (1983) som med sitt mer aggressiva sound var representativa för gruppens livesound vid tiden. Sistnämnda EP var första och enda gången gruppen samarbetade med en utomstående producent (Alan Rankine från The Associates). Gruppen uttryckte själva missnöje med Peppermint Pig men den blev en ny framgång bland kritiker och skivköpare och nådde andra plats på brittiska independent. Gruppen spelade också in en radiosession för John Peel som senare utgavs som bonusspår på CD-utgåvan av Garlands. Strax därefter lämnade Heggie gruppen som fortsatte som duo.
Guthrie och Fraser spelade på egen hand in Head over Heels, som utgavs som Cocteau Twins andra album 1983, och EP:n  Sunburst and Snowblind. På dessa inspelningar hittade gruppen sitt speciella drömska sound. Albumet fick ett överlag positivt kritikermottagande och blev etta på independentlistan. I slutet av 1983 utökades gruppen på nytt till en trio med Simon Raymonde. Gruppmedlemmarna medverkade även i This Mortal Coil.
1984 utgavs en ny EP The Spangle Maker med låten Pearly Dewdrops' Drops som blev gruppens största kommersiella framgång med 29:e plats på brittiska singellistan. Till Pearly Dewdrops' Drops spelades det även in en musikvideo. Senare 1984 utkom albumet Treasure som röstades fram som årets bästa album i flera musiktidningar.
1985 utkom EP-skivorna Tiny Dynamine och Echoes in a Shallow Bay där gruppen vidareutvecklat ett mer svävande och abstrakt sound. Victorialand (1986) spelades in som en duo av Guthrie och Fraser medan The Moon and the Melodies samma år var ett samarbete med pianisten Harold Budd.
Gruppen utgav flera EP, singlar och album fram till Milk and Kisses (1996) vilket kom att bli Cocteau Twins sista album. Gruppen upplöstes 1997.

## Diskografi

### Album
| År   | Album                     | UK | US  | Kommentar                   |
| ---- | ------------------------- | -- | --- | --------------------------- |
| 1982 | Garlands                  | -  | -   | Debutalbum                  |
| 1983 | Head over Heels           | -  | -   | -                           |
| 1984 | Treasure                  | 29 | -   | -                           |
| 1986 | Victorialand              | 10 | -   | -                           |
| 1986 | The Moon and The Melodies | -  | -   | tillsammans med Harold Budd |
| 1988 | Blue Bell Knoll           | 15 | 109 | -                           |
| 1990 | Heaven or Las Vegas       | 7  | 99  | -                           |
| 1993 | Four-Calendar Café        | 13 | 78  | -                           |
| 1996 | Milk and Kisses           | 17 | 99  | -                           |

### EP
| År   | Titel                   | UK | US | Kommentar          |
| ---- | ----------------------- | -- | -- | ------------------ |
| 1982 | Lullabies               | -  | -  | EP                 |
| 1983 | Peppermint Pig          | -  | -  | EP                 |
| 1983 | Sunburst and Snowblind  | -  | -  | EP                 |
| 1984 | The Spangle Maker       | -  | -  | EP                 |
| 1985 | Aikea-Guinea            | -  | -  | EP                 |
| 1985 | Tiny Dynamine           | -  | -  | EP                 |
| 1985 | Echoes in a Shallow Bay | -  | -  | EP                 |
| 1986 | Love's Easy Tears       | -  | -  | EP                 |
| 1995 | Twinlights              | -  | -  | EP, röst och piano |
| 1995 | Otherness               | -  | -  | EP                 |

### Samlingar
| År   | Titel                                                                 | UK | US | Kommentar                                                         |
| ---- | --------------------------------------------------------------------- | -- | -- | ----------------------------------------------------------------- |
| 1985 | The Pink Opaque                                                       | -  | -  | samlingsalbum                                                     |
| 1991 | Cocteau Twins                                                         | -  | -  | 10CD-box med alla fram till dess utgivna EP:er samt bonusmaterial |
| 2000 | BBC Sessions                                                          | -  | -  | samlingsalbum                                                     |
| 2000 | Stars and Topsoil                                                     | -  | -  | samlingsalbum                                                     |
| 2005 | Lullabies to Violaine: Singles and Extended Plays 1982-1996           | -  | -  | limited edition, 4CD-box.                                         |
| 2006 | Lullabies to Violaine, Volume 1: Singles and Extended Plays 1982-1990 |    |    | 2CD-box, se ovan.                                                 |
| 2006 | Lullabies to Violaine, Volume 2: Singles and Extended Plays 1993-1996 |    |    | 2CD-box, se ovan.                                                 |

### Singlar
| År   | Sång                     | UK | US Modern Rock | Album                              |
| ---- | ------------------------ | -- | -------------- | ---------------------------------- |
| 1984 | "Pearly-Dewdrops' Drops" | 29 | -              | The Spangle Maker, The Pink Opaque |
| 1988 | "Carolyn's Fingers"      | -  | 2              | Blue Bell Knoll                    |
| 1990 | "Iceblink Luck"          | 38 | 4              | Heaven Or Las Vegas                |
| 1990 | "Heaven Or Las Vegas"    | -  | 9              | Heaven Or Las Vegas                |
| 1993 | "Evangeline"             | 34 | -              | Four Calendar Café                 |
| 1993 | "Snow"                   | -  | -              | -                                  |
| 1994 | "Bluebeard"              | 33 | -              | Four Calendar Café                 |
| 1996 | "Tishbite"               | 34 | -              | Milk and Kisses                    |
| 1996 | "Violaine"               | -  | -              | Milk and Kisses                    |

### Bootleg
- Live in London 1986 (1986)
- Pearly, Pink & White (1994)